# اليزابيث آيزنشتاين
اليزابيث آيزنشتاين (بالإنجليزية: Elizabeth Eisenstein)‏ (و. 1923 – 2016 م) هي مؤرخة من الولايات المتحدة الأمريكية . ولدت في الولايات المتحدة الأمريكية .

## التعليم
تعلمت في Vassar College، وRadcliffe College

## مناصب وهيئات
أدارت جامعة ميشيغان.

## جوائز
حصلت على جوائز منها:
- زمالة غوغنهايم.